# 黒田一義
黒田 一義（くろだ かずよし、1860年8月25日（万延元年7月9日） - 1918年（大正7年）11月15日）は、旧福岡藩大老・三奈木黒田家13代当主。明治に至り男爵となった。

## 経歴
藩祖黒田孝高の養子、黒田一成を家祖とする。代々1万6000石を食み、福岡藩の国老を務める。
11代当主黒田一美の長男で義兄の12代当主一雄（黒田一葦二男）の跡を明治12年（1879年）に継いだ。先々代一葦の維新の際の功により、明治33年に特旨をもって華族に列し男爵を授けられる。
旧地に残る別邸の「旧三奈木黒田家庭園」は、福岡県朝倉市の指定文化財（名勝）に指定された。

## 家族
- 祖父・黒田一葦 - 父一美の妻、千代子の父。筑前三奈木黒田家10代当主
- 父・黒田一美（1830-1897） - 黒田曙園の長男[2][4]。一葦の甥[5]。三奈木黒田家11代当主
- 義兄・黒田一雄（1844-1912） - 一葦の二男。一美の養子[4]。三奈木黒田家12代当主。前妻ハルは黒田静意の娘、後妻タマは黒田曙園の娘。35歳で一義に家督を譲る。[2]
- 母・イサ（1834年生） - 福岡県士族・野村隼人長女[4]
- 妻・タキ（1864年生） - 加藤静也の娘。[2]
- 長男・黒田義夫（一弘、1890-1922） -三奈木黒田家14代当主 [2]
- 二男・黒田稔（1895-1939） - 男爵、旧福岡藩国老。三奈木黒田家15代当主。東京帝国大学法学部政治科卒業後、横浜正金銀行員。岳父に松本健次郎[2]。
- 孫・黒田一夫（1925-1973） - 稔の長男。男爵、旧福岡藩国老。三奈木黒田家16代当主。妹に喜代子、弟に黒田美治あり[6]

## 栄典
- 1900年（明治33年）5月9日 - 男爵[7]